# Adrienne Jordan
Adrienne Leigh Jordan (Colorado Springs, Colorado, Estados Unidos, 30 de enero de 1994) es una futbolista alemana-estadounidense. Juega de defensa central y su equipo actual es el 1. FFC Turbine Potsdam de la Frauen-Bundesliga.

## Trayectoria
Jordan nació en Colorado Springs, y posee la ciudadanía alemana por parte de su madre.
Jugó por los Northern Colorado Bears de la Universidad de Colorado Septentrional entre 2012 y 2016.

### Colorado Pride
En 2015 se unió al Colorado Pride de la W League.

### Chicago Red Stars / Ostersunds DFF
Fue seleccionada por el Chicago Red Stars en la cuarta ronda del Superdraft de la NWSL, aunque no firmó contrato con el equipo.
Jordan fichó por el Östersunds DFF de Suecia, y jugó 19 encuentros en la Elitettan.

### ÍB Vestmannaeyja
Jordan jugó por el ÍB Vestmannaeyja de la Úrvalsdeild de Islandia para la temporada 2017. Formó parte del plantel que ganó la Copa de Islandia ese año. Estuvo dos temporadas en el club.

### Atalanta
En noviembre de 2018 fichó por la Atalanta de la Serie A de Italia. Jugó 15 encuentros de liga con el club en la temporada 2018-19.

### Birmingham City
En agosto de 2019, Jordan fichó por el Birmingham City de la FA WSL.

### Granadilla Tenerife
En julio de 2020 fichó por el Granadilla Tenerife de la Primera División de España.

## Selección nacional
Jordan fue internacional por la selección de Estados Unidos sub-23.

## Estadísticas
Actualizado al último partido disputado el 15 de noviembre de 2020.
| Östersunds DFF · Suecia                                                                          | 2.ª           | 2016          | 19 | 0 | 1  | 0 | - | - | 20  | 0 |
| Östersunds DFF · Suecia                                                                          | Total club    | Total club    | 19 | 0 | 1  | 0 | 0 | 0 | 20  | 0 |
| ÍB Vestmannaeyja Islandia                                                                        | 1.ª           | 2017          | 18 | 1 | 4  | 0 | - | - | 22  | 1 |
| ÍB Vestmannaeyja Islandia                                                                        | 1.ª           | 2018          | 18 | 0 | 3  | 0 | - | - | 21  | 0 |
| ÍB Vestmannaeyja Islandia                                                                        | Total club    | Total club    | 36 | 1 | 7  | 0 | 0 | 0 | 43  | 1 |
| Atalanta · Italia                                                                                | 1.ª           | 2018-19       | 15 | 0 | -  | - | - | - | 15  | 0 |
| Atalanta · Italia                                                                                | Total club    | Total club    | 15 | 0 | 0  | 0 | 0 | 0 | 15  | 0 |
| Birmingham City Inglaterra                                                                       | 1.ª           | 2019-20       | 13 | 0 | 4  | 1 | - | - | 17  | 1 |
| Birmingham City Inglaterra                                                                       | Total club    | Total club    | 13 | 0 | 4  | 1 | 0 | 0 | 17  | 1 |
| Granadilla Tenerife · España                                                                     | 1.ª           | 2020-21       | 7  | 0 | 0  | 0 | - | - | 7   | 0 |
| Granadilla Tenerife · España                                                                     | Total club    | Total club    | 7  | 0 | 0  | 0 | 0 | 0 | 7   | 0 |
| Total carrera                                                                                    | Total carrera | Total carrera | 90 | 1 | 12 | 1 | 0 | 0 | 102 | 2 |
| (1) Incluye datos de la Copa de Suecia, la Copa de Islandia la Supercopa de Islandia y la FA Cup |               |               |    |   |    |   |   |   |     |   |

## Palmarés

### Títulos nacionales
| Título           | Club             | País     | Año  |
| ---------------- | ---------------- | -------- | ---- |
| Copa de Islandia | ÍB Vestmannaeyja | Islandia | 2017 |